# رووپ (کارولینای شمالی)
رووپ (به انگلیسی: Roper) شهری در ایالت کارولینای شمالی کشور ایالات متحده آمریکا است که جمعیت آن در سرشماری سال ۲۰۱۰ میلادی، ۶۱۱ نفر بوده‌است.